# Leptomyrmex wiburdi
Leptomyrmex wiburdi is een mierensoort uit de onderfamilie van de Dolichoderinae. De wetenschappelijke naam van de soort werd voor het eerst geldig gepubliceerd in 1915 door William Morton Wheeler.